# Marvel: Ultimate Alliance
 (juillet 2019).
Si vous disposez d'ouvrages ou d'articles de référence ou si vous connaissez des sites web de qualité traitant du thème abordé ici, merci de compléter l'article en donnant les références utiles à sa vérifiabilité et en les liant à la section « Notes et références ».
Marvel: Ultimate Alliance est un jeu vidéo sorti en 2006 sur PlayStation 2, PlayStation Portable, PC, Xbox, Xbox 360, Game Boy Advance et en 2007 sur PlayStation 3. Développé par Raven Software et édité par Activision, ce jeu d'action regroupe les super-héros et les super-vilains de Marvel. Il a pour suite Marvel: Ultimate Alliance 2.

## Trame

### Synopsis
Les héros doivent travailler ensemble pour arrêter le Docteur Fatalis et le groupe des super-vilains connus comme les « Maîtres du Mal » qui ont regroupé leurs forces pour dominer le monde.
L'histoire commence au moment où le Docteur Fatalis attaque avec ses alliés l'héliporteur du SHIELD (mais il s'avérera que cette attaque n'était qu'une diversion). Nick Fury fait appel à une équipe de plusieurs super-héros pour défendre la base. Après avoir repoussé les attaquants, l'équipe est placée sous le commandement de Fury et basée dans la Tour Stark (puis dans la maison du Dr Strange) afin de contrer les Maîtres du Mal.
Ils commencent par se rendre sur la base Oméga (un laboratoire mobile du SHIELD) attaqué par les Maîtres du Mal et l'AIM qui volent un sérum expérimental de super-soldat et un appareil censé augmenter les pouvoirs de n'importe quel mutant. Plus tard, ils se rendent à Atlantis pour stopper une révolte atlante contre leur dirigeant Namor et menée par le rival de ce dernier, Attuma avec l'aide des Maîtres du Mal. Les héros voient le Mandarin s'emparer d'une étrange tablette dans les catacombes, mais le vilain s'échappe. Ils partent le retrouver et l'affronter dans son palais en Chine et découvrent que ce n'était pas lui qu'ils avaient vu à Atlantis mais Loki déguisé. 
Entretemps, Diablo et Jean Grey des X-Men sont enlevés par Fatalis. Les héros tentent d'utiliser un orbe de téléportation du Dr Strange pour se rendre au château de Fatalis mais le Baron Mordo détourne leur destination sur le Murderworld, le parc d'attractions mortel d'Arcade. Ils retrouvent Jean Grey contrôlée par Arcade et réussissent à la sauver avant d'affronter Arcade pour l'interroger sur les plans de Fatalis. Ils découvrent que Fatalis veut utiliser l'amplificateur de pouvoirs mutants sur Diablo pour pouvoir ouvrir un passage interdimensionnel sur la dimension de Méphisto. Les héros se rendent sur place pour sauver Diablo et Jean Grey s'y rend aussi pour aider le Professeur X à protéger psychiquement Diablo de Blackheart mais les 2 finissent par se faire capturer. Les héros ont aussi l'occasion de trouver et de libérer Ghost Rider prisonnier. 
Après avoir vaincu Blackheart, les héros doivent utiliser une clef pour sauver soit Diablo soit Jean Grey, l'autre tombera dans un vortex mortel. Ensuite, on apprend que Méphisto a cédé une arme redoutable à Fatalis (Twillight Sword en VO) qu'il compte utiliser ainsi que le sérum de super-soldat contre Asgard en échange des âmes des héros. Ces derniers combattent Méphisto qui se sert de l'écho de l'X-Man tombé dans le vortex pour reconstituer ce dernier et l'utiliser contre ses adversaires. Une fois revenu à lui, le X-Man se sacrifie pour arrêter Méphisto.
Les héros doivent maintenant libérer Asgard sous le contrôle de Loki. Fatalis capture Odin et se sert des plans volés au SHIELD pour voler tous les pouvoirs d'Odin ce qui rend le Latvérien quasi-omnipotent. Les héros croient mourir de la main de Fatalis mais ils sont sauvés par Uatu le Gardien qui leur dit qu'ils ont besoin de récupérer un fragment du cristal de M'Kraan et un appareil utilisé par Galactus pour absorber l'énergie des planètes afin de voler une partie des pouvoirs de Fatalis et réussir à l'arrêter. Entretemps, Fatalis réduit à néant impitoyablement toute opposition. Tous les autres super-héros ont été impuissants à l'arrêter et sont passés sous son contrôle. Pire encore, Fatalis a modifié les choses à un point que l'univers risque d'être détruit.
Les héros le confrontent et réussissent à le battre après avoir libéré Odin qui lui envoie un éclair et le fait disparaître ne laissant que son masque.

### Équipes
Le joueur peut choisir des équipes de quatre personnages Marvel, parmi plus de vingt personnages jouables (bien que quelques-uns ne soient pas initialement disponibles et doivent être débloqués), lui permettant de créer des équipes de super-héros ou recréer des équipes célèbres des publications. Des bonus sont aussi disponibles en formant certains groupes (par exemple les "Avengers" ou les Quatre Fantastiques). Le jeu dicte des fins alternatives, par le nombre de missions facultatives que le joueur achève. Chaque personnage a aussi une variété de costumes qui offrent des avantages divers.

### Personnages
| Personnages initialement jouables | Personnages initialement jouables | Personnages initialement jouables | Personnages initialement jouables                                                                       |                                                         |
| --- | --- | --- | --- | ------------------------------------------------------- |
| - Captain America - U.S. Agent - Colossus (en simulation sur PS2 et PSP) - Deadpool - Elektra - La Torche Humaine                                     | - Iceberg - La Femme Invisible - Iron Man - War Machine - Luke Cage                                                                        | - Miss Marvel - Sharon Ventura (forme humaine) - Moon Knight(en simulation sur PS2 et PSP) - Mr Fantastique                                              | - Spider-Man - Scarlet Spider - Spider-Woman - Arachne - Spider-Girl                                    | - Tornade - La Chose - Thor - Beta Ray Bill - Wolverine |
| Personnages débloquables | PSP | Xbox 360 | GBA (Non-Playable Striker)                                                                              |                                                         |
| - La Panthère Noire - Blade - Daredevil - Docteur Strange - Ghost Rider - Phantom Rider - Vengeance - Nick Fury - Général Nick Fury - Surfer d'Argent | - Veuve Noire - Yelena Belova - Captain Marvel III - Mar-Vell - Œil-de-Faucon (téléchargement) - Ronin                                     | - Cyclope - Diablo - Œil-de-Faucon - Hulk - Magnéto - Xorn - Venom - Angelo Fortunato - Mac Gargan - Docteur Fatalis - Kristoff Vernard - Dents de sabre | - Jean Grey - Namor - Vision                                                                            |                                                         |
| Vilains | | | |                                                         |
| - Arcade - Attuma - Baron Mordo - Blackheart - Bullseye - Byrrah - Dynamo Pourpre - Destroyer - Deathbird                                             | - L'Homme-Dragon - Docteur Fatalis - Enchanteresse - Skurge l'Exécuteur - Fin Fang Foom - Galactus - Gladiator - Gargouille Grise - Hussar | - Kraken - Krang - Kurse - Le Lézard - Loki - Mandarin - Mephisto - MODOK - Mystério - Neutron                                                           | - Requin-Tigre - Titannus - Ulik - Ultimo - Ultron - Winter Soldier - Warstar - Les Démolisseurs - Ymir |                                                         |